# 库尔特·费维拉
库尔特·费维拉（英語：Kurt Fevella，1967年10月1日—）为美国政治人物，自2018年起于夏威夷州参议院担任议员，隶属于第19选区。他是自2014年山姆·斯洛姆当选以来夏威夷州参议院的第一位共和党籍参议员。由于该州参议院仅存他这一名共和党籍参议员，因此他成为了事实上的少数党领袖。

## 职业生涯
费维拉在伊娃海滩出生长大，毕业于詹姆斯·坎贝尔高中。在竞选公职之前，费维拉是伊娃警察中学的学校管理员。在1990年代费维拉开始参加教会活动后，他便对社区服务和政治产生了兴趣。除此之外，他还曾在伊娃社区委员会任职，并且担任国际狮子会于当地分会的主席。
费维拉曾于2012年参与夏威夷州众议院选举，但以失败告终。2018年，费维拉以116票的优势成功击败了民主党候选人马特·洛普雷斯蒂当选夏威夷州参议院议员。